# دونجمن

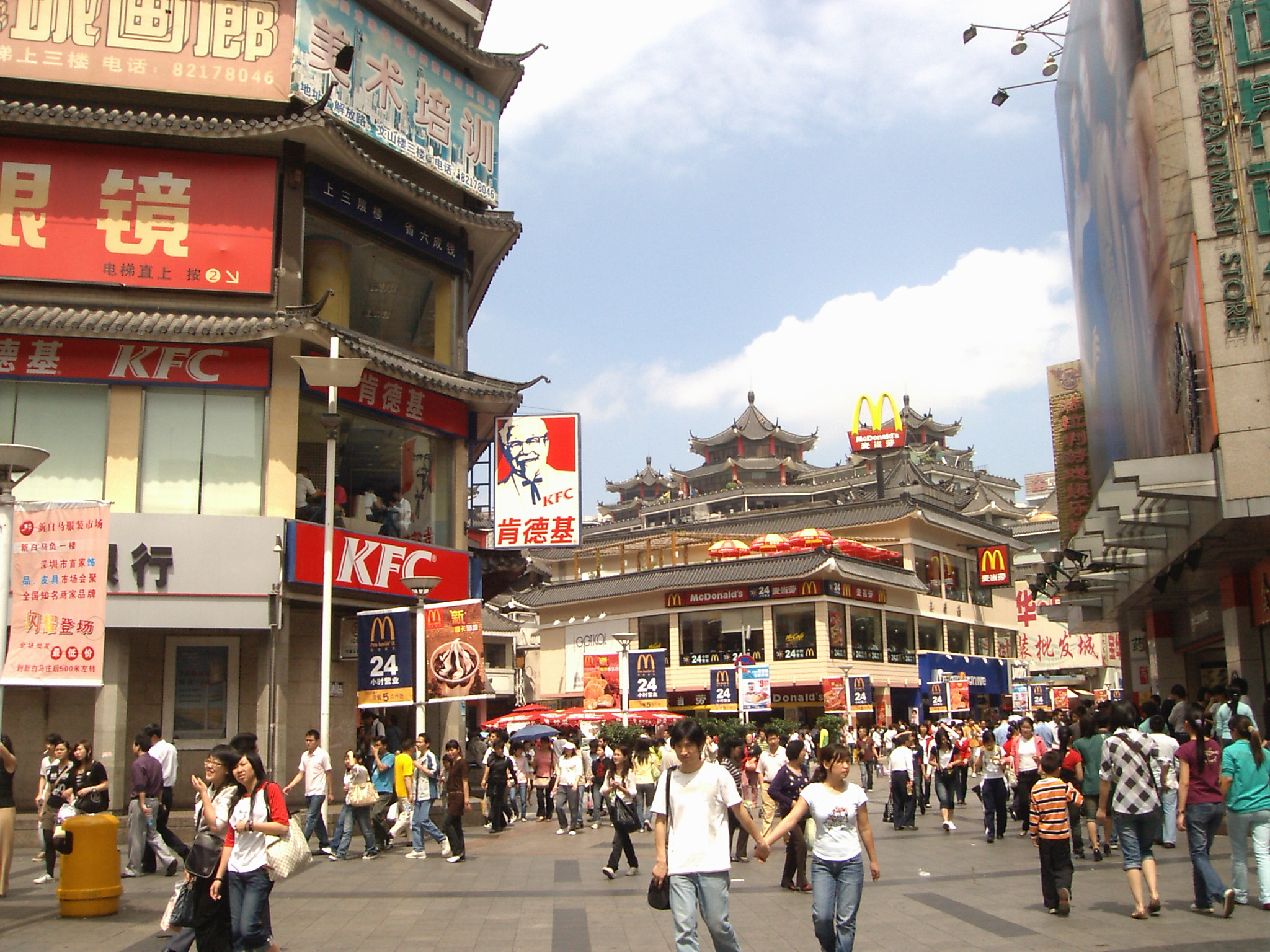
صورة لمنطقة التسوّق

دونجمن أو البوابة الشرقية منطقة التسوق الرئيسية في منطقة لاوهو في شنجن.

## تاريخ
دونجمن واحدة من أقدم الأماكن في شنجن، أنشئت في القرن الثامن عشر، وتعرف باسم «لاوجي» أو (الحي القديم).

## الموقع
دونجمن يمكن أن تجدها مباشرة أمام مخرج A في محطة ميترو لاوجي، ومن الشمال يمكن لك أن تصل لها عبر طريق شينان دونغ. تعتبر المنطقة أكبر أسواق منطقة لاوهو، وتعد نقطة التقاء العديد من الشوارع في المدينة، مما ينتج عنه إيقاف حركة المرور لأكثر من مرة في السنة، وأشهر تلك الزحامات المرورية كانت في 1999.

## التسوق
يمكن أن تجد في دونجمن أسواق مختلفة عديدة، تركّز على السلع الصينية الصنع والسلع المقلدة، وهناك عدة صالونات تجميل شعبية في الحي، الذي يزدحم كثيرا في الليالي ويزدحم أكثر في الأعياد وليالي نهاية السنة.

## وصلات خارجية
- نسخة محفوظة 29 مارس 2009 على موقع واي باك مشين.
- نسخة محفوظة 29 مارس 2009 على موقع واي باك مشين.
- نسخة محفوظة 9 يوليو 2009 على موقع واي باك مشين.